# Adolf Schmidl
Adolf Schmidl, také Adolf Anton Schmidl nebo A. Adolf Schmidl (18. května 1802 Lázně Kynžvart – 20. listopadu 1863 Budapešť) byl česko-rakouský pedagog, geograf, speleolog a spisovatel. Vyvinul speleologii jako nezávislou vědeckou disciplínu.

## Život
Adolf Schmidl se narodil 18. 5. 1802 v Lázních Kynžvart. Jeho otec byl lékárníkem. V letech 1819 až 1825 studoval filozofii a právo ve Vídni, kde také r. 1844 obdržel doktorát. Po letech působení na vídeňské škole dělal vychovatele (učitele) synů Ferdinanda Lobkowitze. V té době byl členem Společnosti vlasteneckého muzea v Čechách (viz zápis z jednaní, konaného dne 17.4.1844).
V letech 1847–1857 pracoval v nově založené Císařské akademii věd ve Vídni. V letech 1850–1854 pověřila tato akademie Schmidla zkoumáním krasových jeskyní ve Slovinsku. V letech 1857–1863 byl profesorem na Joseph-Universität für Technik und Wirtschaftswissenschaften v Budapešti.

## Dílo

### Speleologie

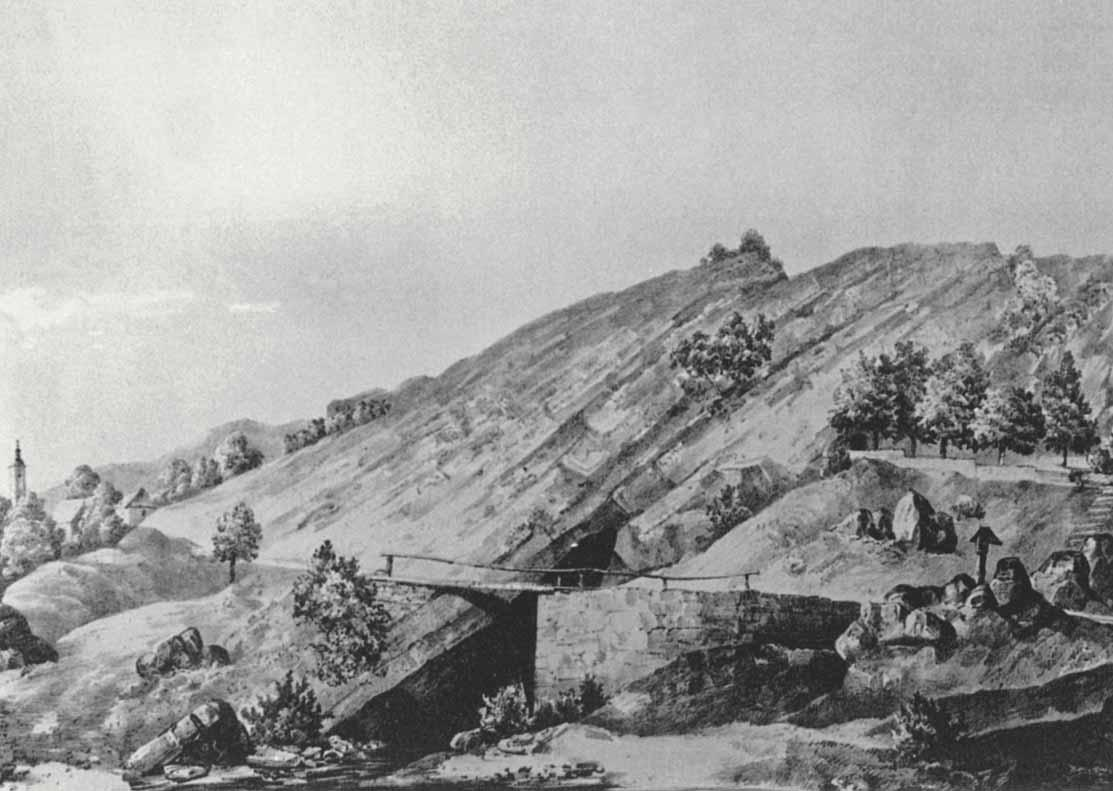

Schmidl byl první, kdo považoval speleologii za jediný souvislý předmět. Stal se zakladatelem speleologie jako vědního oboru. Systematicky prohledal Postojnské jeskyně, počáteční část podzemní řeky Pivka, jeskyni Vilenica atd. Kromě významných nových průzkumů studoval krasovou hydrologii a podzemní meteorologii a také se zabýval jeskynní faunou a flórou. Svoje poznatky publikoval. Schmidlovy hlavní uveřejněné spisy o jeskyních čítají 3 knihy a několik desítek článků. Nejvlivnější byla jeho kniha Die Grotten und Höhlen von Adelsberg, Lueg, Planina und Laas.

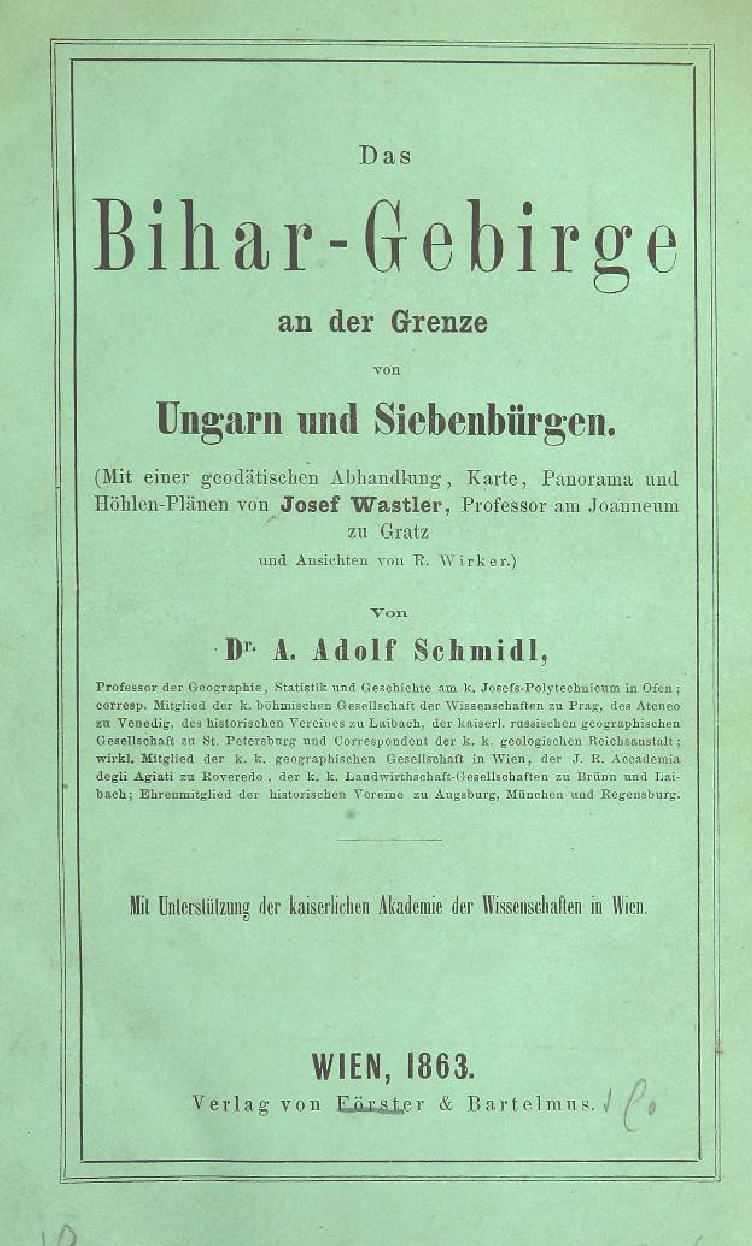
Obálka knihy Bihar Gebirge

### Vědecké práce, cestopisy, cestopisné příručky
Schmidl během svého života publikoval nejméně 37 knih a 20 vědeckých prací a kromě toho 56 novinových článků.
V roce. 1831 mu vyšla první kniha Der Schneeberg in Unterösterreich.
Napsal mnoho zeměpisných a místopisných příruček a učebnic.V letech 1834–1836 napsal cestovní průvodce po Čechách, Štýrsku a Maďarsku.
Jeho šestisetstránkový Reisenhandbuch durch das Königreich Ungarn... byl vydán v roce 1835..

### Žurnalistika
V letech 1844–1848 vydával s podporou vlády Österreichischen Blätter für Literatur und Kunst.

### Ostatní literární činnost
Schmidl napsal několik divadelních her.
Franz Schubert složil na Schmidlův text Hymnus an den Heiligen Geist.